# Meredith L. Patterson
Meredith L. Patterson, född 30 april 1977, är en amerikansk teknolog, science fiction-författare och journalist. Hon är också föredragshållare, bloggare, mjukvaruutvecklare och ledande inom biopunk-rörelsen (eller "do it yourself-rörelsen"). Hon har liknats vid biohackervärldens Lisbeth Salander och 2010 höll hon ett föredrag med rubriken "A Biopunk Manifesto". I detta föredrag hävdade hon vikten av "fri tillgång till genetisk information, biologisk öppen källkod och allas demokratiska rätt att kunna bedriva forskning."